# Der Zug des Todes
Der Zug des Todes ist der Titel eines Gemäldes des deutschen Malers Gustav Adolph Spangenberg (1828–1891). Es zählt zu seinen bedeutendsten Werken.

## Geschichte des Bildes
Das Werk entstand 1875 und trägt die Signatur mit der Jahreszahl 1876. Zu dieser Zeit lehrte Spangenberg als Professor an der Akademie der Künste in Berlin. Das Gemälde war seit 1876 in der Ausstellung der Akademie in Berlin zu sehen und 1878 auf der Weltausstellung in Paris. Eine Photographie des Gemäldes wurde 1879 in der Zeitschrift „Die Gartenlaube“ abgedruckt und wurde so einem sehr breiten Publikum bekannt.

## Bildinhalt
Die Bildmitte dominiert eine Darstellung des personifizierten Todes in Gestalt eines menschlichen Skelettes. Bekleidet und begürtet im hellen, langen Gewand eines Mesners trägt die Gestalt einen dunklen Umhang mit Kapuze. In der linken Hand schwingt sie eine Handglocke. Sie steht an der Spitze eines langen Zuges von Personen aller Stände und Altersgruppen, unter anderen sind ein Ritter in Rüstung zu Pferde, ein Bischof mit Hirtenstab und ein Mann mit Gehbehinderung, gestützt auf zwei Krücken, zu erkennen. Unmittelbar umringt wird die Gestalt von fünf Kindern, davon zwei Mädchen im festlichen Gewand mit Blumenschmuck neben einer jungen Frau im Hochzeitskleid. In der rechten Bildhälfte findet sich die Abschiedszene eines jungen Soldaten von seiner trauernden Geliebten am Wegrand, über ihnen eine Kreuzwegstation mit der Abbildung Christi am Kreuz, in der Ferne ist das Dach des heimatlichen Hauses zu sehen. In der linken Bildhälfte sitzt eine alte Dame geschwächt am Boden, die Hände flehentlich in Richtung des Todes gestreckt. Der Zug bewegt sich durch eine karge, herbstliche, leicht hügelige Landschaft, weg vom untergehenden Sonnenlicht am Horizont. Die Personen werden begleitet von einem Schwarm schwarzer Vögel am bewölkten Himmel.

## Interpretation
Für die Deutung des Motives im damaligen historischen Kontext sind verschiedene Einflussfaktoren von Relevanz:
- Totentanz: in der zweiten Hälfte des 19. Jahrhunderts erfuhr das seit dem 15. Jahrhundert u. a. in Mitteleuropa verbreitete Totentanz-Motiv wieder vermehrte Aufmerksamkeit. Diesem zugrunde liegt der Kontrast zwischen Tod, Dunkelheit und Trauer einerseits und ausgelassener Freude, Tanz und Überschwang andererseits. Auch Spangenbergs Tod ist tänzelnd abgebildet, umreiht von Kindern und einer Braut im Festgewand.

- Christliche Sozialethik des 19. Jahrhunderts: Zentrale Aspekte der in jener Zeit aufkommenden Bewegung sind auf Spangenbergs Werk gut zu erkennen: Adel, Klerus, Bürger und Bauern, Arm und Reich stehen nebeneinander in einer Reihe. Irdische Besitztümer und Machtpositionen werden im Angesicht des Todes bedeutungslos. Ein Beispiel für die neutestamentlichen Wurzeln dieser Entwicklung findet sich u. a. mit dem Gleichnis vom reichen Kornbauern im Evangelium nach Lukas.

- Memento mori: das Bild macht unabhängig vom historischen Kontext dem Betrachter seine Vergänglichkeit bewusst. Auch gesunde und kräftige Jünglinge und Kinder, den Großteil ihres Lebens noch vor sich wähnend, folgen dem Klang der Totenglocke und müssen sich dem Zug unweigerlich anschließen.